# Jim Thompson
Pour les articles homonymes, voir Thompson et Jim Thompson.
Œuvres principales
- Le Démon dans ma peau (1952)
- 1275 âmes (1964)

Jim Thompson, né le 27 septembre 1906 à Anadarko dans l'Oklahoma et mort le 7 avril 1977 à Los Angeles en Californie, est un écrivain américain de roman noir, un nouvelliste et un scénariste de cinéma.

## Biographie et carrière
Jim Thompson est né en 1906 en Oklahoma, d’un père shérif et d’une mère institutrice. Son père quitte son métier et le domicile familial pour tenter sa chance dans la course à l’or noir. Jim Thompson déménage dans le Nebraska et vit un temps avec son grand-père et sa mère avant de retrouver son père au Texas, où il se met à écrire et à publier des nouvelles. Il suit les cours scolaires la journée et travaille le soir, étant tour à tour grouillot pour les journaux Forth Worth et Western World, employé dans un théâtre burlesque et groom dans un hôtel de Fort Worth pendant la prohibition. Il fournit aux clients de l’hôtel de l’alcool, ainsi que de l’héroïne ou de la marijuana. Son rythme de vie le condamne déjà et il tombe une première fois malade victime d’une dépression nerveuse. Rétabli, il part rejoindre son père dans les champs de pétrole aux alentours de la ville de Big Spring où il travaille pendant trois années. 
Il quitte le Texas à l’automne 1929 et s’inscrit à l’université du Nebraska. Il travaille en marge de ses études, étant notamment projectionniste et veilleur de nuit pour une société de pompes funèbres. Il quitte l’université l’année suivante et épouse Alberta Hesse en 1931. Pendant plusieurs années, il écrit pour de nombreux magazines à scandales, racontant les affaires criminelles à la première personne. Il publie également plusieurs nouvelles pour les pulps. Il rejoint le Parti Communiste en 1935 (qu’il quitte dès 1938), et dirige un temps l'Oklaoma Writer’s Project, qu’il quitte finalement à la suite de divergences de point de vue. Après avoir obtenu une bourse de l’université de Caroline du Nord en 1940 pour une étude sur le bâtiment qu’il ne mène pas à bout, il quitte l’Oklahoma pour San Diego ou il devient manœuvre dans l’aéronautique.
Il publie en 1942 son premier roman intitulé Now and on Earth (Ici et maintenant), un travail semi autobiographique inspiré par sa courte période passée dans une usine d’aviation dans les premiers mois de la Seconde Guerre mondiale. Son père meurt dans une maison de retraite, brisant la promesse que Jim Thompson lui avait faite de venir le chercher quand il aurait de l’argent. Il vit cette tragédie comme un nouvel échec et en gardera une trace à vie. Il poursuit l’écriture avec Heed the Thunder (Avant l'orage) et son premier véritable roman noir, Nothing More Than Murder (Cent mètres de silence ou Un meurtre et rien d’autre) relatant la misère des petits exploitants de cinéma de campagne américains. 
Il poursuit son travail et signe plusieurs autres romans avant d’être appelé en 1955 par James B. Harris et Stanley Kubrick pour écrire le scénario de L'Ultime Razzia (The Killing), tiré du roman Clean Break de Lionel White. Kubrick s’attribuera l’écriture du scénario ne laissant à Thompson que les « dialogues additionnels ». Cette polémique autour du « crédit » (en) se règlera à l'amiable avec l'assurance pour Thompson d'être le scénariste pour le prochain film de Kubrick, Paths of Glory (Les Sentiers de la gloire). C'est aussi ce projet qui incitera Thompson à s'installer à Hollywood. Thompson va passer le reste de sa vie en Californie où il signera quelques épisodes mineurs de séries télévisées et plusieurs projets de scénarios non concluants. Il signe également de nouveaux romans, dont le très cinématographique The Grifters (Les Arnaqueurs), le troublant Child of Rage (Rage noire) et le célèbre Pop. 1280 (1275 âmes). 
Il meurt à l’âge de 70 ans après une série d’attaques cardiaques, sa santé fragile étant aggravée par son alcoolisme chronique, son travail dans les puits de pétrole et ses déboires de jeunesse.
Jim Thompson a écrit plus de trente romans, la plupart entre la fin des années 1940 et la première moitié des années 1950. La plupart de ses romans sont en partie autobiographiques. Peu reconnu de son vivant, la notoriété de Thompson s’est accrue dans les années 1980 avec la réédition de ses livres et l’adaptation de certains romans au cinéma. 
En France, il est d’abord publié au sein de la collection Série noire au cours d’une période allant des années 1950 aux années 1970. Marcel Duhamel lui offre symboliquement le no 1000 de la collection pour la publication de 1275 âmes (Pop. 1280), traduction dans laquelle cinq habitants disparaissent mystérieusement du titre, générant de nombreux commentaires et spéculations en France à ce sujet (Jean Bernard Pouy allant même jusqu’à écrire le roman 1280 âmes dans lequel le libraire bibliophile Pierre de Gondol enquête sur l’affaire dans un road-trip franco-américain). 
Au milieu des années 1980, délaissé par la Série noire, l'auteur intègre le catalogue de la collection Rivages/Noir où François Guérif lui offre, en 1986, le numéro un de la collection avec une traduction de Recoil, qui devient Liberté sous condition. Après la traduction de la quasi-intégralité des titres de l’auteur non disponibles au sein de la Série noire, Rivages récupère au début des années 2010 les droits des romans publiés à la Série noire et les propose depuis dans de nouvelles traductions intégrales. À ce jour, les romans Nothing More Than Murder (Un meurtre et rien d’autre), The Killer Inside Me (L'Assassin qui est en moi), The Getaway (L'Échappée), A Swell-Looking Babe (Une jolie poupée), A Hell of a Woman (Une femme d’enfer), Pop. 1280 (Pottsville, 1280 habitants), Wild Town (Ville sans loi) et Cropper's Cabin (La Cabane du métayer) ont été retraduits.

## Adaptations cinématographiques
En 1972 sort Guet-Apens (The Getaway) de Sam Peckinpah, adapté du roman du même nom (en français, Le Lien conjugal ou, dans sa version intégrale, L'Échappée). Remanié par le débutant Walter Hill, qui remplace l'auteur mal à l'aise, Thompson édulcorant et trahissant lui-même son roman par souci de satisfaire Hollywood, le résultat ne satisfait guère les deux parties, malgré un beau succès public en salles. Le romancier portera l'affaire devant la Writers Guild of America pour avoir été évincé, mais n'obtiendra pas gain de cause. Et ça n'est pas le remake de 1994, réalisé par Roger Donaldson, encore scénarisé par Walter Hill (!), qui rendra davantage justice au roman...
En 1975, Thompson fait une courte apparition dans le film Adieu ma jolie du réalisateur Dick Richards, une adaptation du roman de Raymond Chandler, dans le rôle du mari trompé d'Helen Grayle jouée par Charlotte Rampling.
En 1979, Alain Corneau réalise Série noire d'après son roman A Hell of a Woman, paru dans la Série noire sous le titre Des cliques et des cloaques ou, en version intégrale, sous le titre Une femme d'enfer, avec Patrick Dewaere, Myriam Boyer et Marie Trintignant dans les rôles principaux, et des dialogues de Georges Perec.
En 1981, le réalisateur français Bertrand Tavernier adapte sous le titre de Coup de torchon son roman Pop. 1280, traduit en français sous le titre 1275 âmes ou, dans sa version intégrale, Pottsville, 1280 habitants. Le récit est transposé dans une petite ville coloniale de l'Afrique-Occidentale française et le film reçoit un bon accueil critique. 
Au cours de la décennie suivante, Hollywood s’intéresse de nouveau à son œuvre en adaptant coup sur coup trois de ses romans, notamment Les Arnaqueurs (The Grifters), sous la direction de Stephen Frears, film nommé 4 fois aux Oscars, avec John Cusack, Anjelica Huston et Annette Bening à l'affiche.
En 2010, le réalisateur Michael Winterbottom adapte le roman Le Démon dans ma peau, ou, en version intégrale, L'Assassin qui est en moi, dans le film The Killer Inside Me (titre original du roman), avec Casey Affleck dans le rôle de Lou Ford. Une adaptation de ce roman a été précédemment réalisée par Burt Kennedy en 1976 sous le titre Ordure de flic (The Killer Inside Me), avec Stacy Keach dans le rôle principal.

## Œuvre

### Romans
- Now and on Earth (1942) Publié en français sous le titre Ici et maintenant, Paris, Payot & Rivages, coll. « Rivages/Noir » no 229, 1995
- Heed the Thunder ou Sins of the Fathers (1946) Publié en français sous le titre Avant l'orage, Paris, Payot & Rivages, coll. « Rivages/Noir » no 300, 1998
- Nothing More Than Murder (1949) Publié en français sous le titre Cent mètres de silence, Paris, Gallimard, coll. « Série noire » no 54, 1950, [réimp. : 1998, 2005] ; réédition, Paris, Gallimard, coll. « Carré noir » no 180, 1974 ; réédition, Paris, Gallimard, coll. « Folio » no 2176, 1990 Publié en français dans une nouvelle traduction intégrale de Johanne Le Ray sous le titre Un meurtre et rien d’autre, Paris, Payot & Rivages, coll. « Rivages/Noir » no 936, 2013, 253 p.  (ISBN 978-2-7436-2646-4)
- The Killer Inside Me (1952) Publié en français sous le titre Le Démon dans ma peau, Paris, Gallimard, coll. « Série noire » no 1057, 1966 ; réédition, Paris, Gallimard, coll. « Carré noir » no 348, 1980 ; réédition, Paris, Gallimard, coll. « Folio » no 2371, 1992 ; réédition, Paris, Gallimard, coll. « Folio policier » no 258, 2002 Publié en français dans une nouvelle traduction intégrale de Jean-Paul Gratias sous le titre L'Assassin qui est en moi, Paris, Payot & Rivages, coll. « Rivages/Noir » no 886, 2012, 270 p.  (ISBN 978-2-7436-2413-2)
- Cropper's Cabin (1952) Publié en français sous le titre Deuil dans le coton, Paris, Gallimard, coll. « Série noire » no 1319, 1970 ; réédition, Paris, Gallimard, coll. « Carré noir » no 448, 1982 ; réédition, Paris, Gallimard, coll. « Folio » no 1879, 1987 ; réédition, Paris, Gallimard, coll. « Folio policier » no 468, 2007 Publié en français dans une nouvelle traduction intégrale de Hubert Tézenas sous le titre La Cabane du métayer, Paris, Payot & Rivages, coll. « Rivages/Noir » no 1071, 2019, 286 p.  (ISBN 978-2-7436-4589-2)
- Recoil (1953) Publié en français dans une traduction de Danièle et Pierre Bondil sous le titre Liberté sous condition, Paris, Rivages, coll. « Rivages/Noir » no 1, 1986
- The Alcoholics (1953) Publié en français sous le titre Les Alcooliques, Paris, Fleuve noir, coll. « Engrenage » no 101, 1984 ; réédition, Paris, Rivages, coll. « Rivages/Noir » no 55, 1988
- Savage Night (1953) Publié en français sous le titre Nuit de fureur, Parsis, coll. « Engrenage » no 72 1983, réédition, Paris, Rivages, coll. « Rivages/Noir » no 32, 1987 ; édition illustrée, Paris, Rivages/Casterman/Noir, 2008
- The Criminal (1953) Publié en français sous le titre Le Criminel, Paris, Fayard , coll. « Fayard noir » no 8, 1981 ; réédition, Paris, LGF, coll. « Le Livre de poche » no 5993, 1984 ; réédition, Paris, Payot & Rivages, coll. « Rivages/Noir » no 167, 1993
- The Golden Gizmo (ou The Golden Sinner) (1954) Publié en français sous le titre Une combine en or, Paris, Rivages, coll. « Rivages/Noir » no 77, 1989
- A Swell-Looking Babe (1954) Publié en français sous le titre Un chouette petit lot, Paris, Gallimard, coll. « Série noire » no 1199, 1968 ; réédition, Paris, Gallimard, coll. « Carré noir » no 427, 1982 ; réédition, Paris, Gallimard, coll. « Folio » no 2318, 1991 ; réédition, Paris, Gallimard, coll. « Folio policier » no 471, 2007 Publié en français dans une nouvelle traduction intégrale d'Alexis Nolent sous le titre Une jolie poupée, Paris, Payot & Rivages, coll. « Rivages/Noir » no 1038, 2017, 235 p.  (ISBN 978-2-7436-3876-4)
- A Hell of a Woman (1954) Publié en français sous le titre Des cliques et des cloaques, Paris, Gallimard, coll. « Série noire » no 1106, 1967 ; réédition, Paris, Gallimard, coll. « Bibliothèque noire », 1988 ; réédition, Paris, Gallimard, coll. « Folio policier » no 268, 2002 Publié en français dans une nouvelle traduction intégrale de Danièle Bondil sous le titre Une femme d’enfer, Paris, Payot & Rivages, coll. « Rivages/Noir » no 935, 2013, 220 p.  (ISBN 978-2-7436-2647-1)
- The Nothing Man (1954) Publié en français sous le titre M. Zéro, Paris, Gallimard, coll. « Série noire » no 1009, 1966 ; réédition, Paris, Gallimard, coll. « Folio policier » no 469, 2007 Publié en français dans une nouvelle traduction intégrale de Julien Guerif sous le titre Nothing Man, Paris, Payot & Rivages, coll. « Rivages/Noir » no 1090, 2021, 336 p.  (ISBN 978-2-7436-5067-4)
- After Dark, My Sweet (1955) Publié en français sous le titre La mort viendra, petite, Paris, Fleuve noir, coll. « Engrenage » no 114 1985 ; réédition, Paris, Payot & Rivages, coll. « Rivages/Noir » no 52, 1988
- The Kill-Off (1957) Publié en français sous le titre Hallali, Paris, Fayard coll. « Fayard noir » no 18, 1981 ; réédition, Paris, Gérard, coll. « Marabout » no BM21, 1986 ; réédition, Paris, Payot & Rivages, coll. « Rivages/Noir » no 195, 1994
- Wild Town (1957) Publié en français sous le titre Éliminatoires, Paris, Gallimard, coll. « Série noire » no 972, 1965 ; réédition, Paris, Gallimard, coll. « Carré noir » no 201, 1975 ; réédition, Paris, Gallimard, coll. « Folio » no 2036, 1989 ; réédition, Paris, Gallimard, coll. « Folio policier » no 470, 2007 Publié en français dans une nouvelle traduction intégrale de Pierre Bondil sous le titre Ville sans loi, Paris, Payot & Rivages, coll. « Rivages/Noir » no 1058, 2018, 281 p.  (ISBN 978-2-7436-4251-8)
- The Getaway (1958) Publié en français sous le titre Le Lien conjugal, Paris, Gallimard, coll. « Série noire » no 527, 1959, [réimp. : 2005] ; réédition, Paris, Gallimard, coll. « Carré noir » no 93, 1972 ; réédition, Paris, Gallimard, coll. « Bibliothèque noire », 1988 ; réédition, Paris, Gallimard, coll. « Folio » no 1897, 1987 ; réédition, Paris, Gallimard, coll. « Folio policier » no 256, 2002 Publié en français dans une nouvelle traduction intégrale de Pierre Bondil sous le titre L'Échappée, Paris, Payot & Rivages, coll. « Rivages/Noir » no 887, 2012, 238 p.  (ISBN 978-2-7436-2414-9)
- The Transgressors (1961) Publié en français dans une traduction de Danièle et Pierre Bondil sous le titre Un nid de crotales, Paris, Rivages, coll. « Rivages/Noir » no 12, 1986
- The Grifters (1963) Publié en français sous le titre Les Arnaqueurs, Paris, Rivages, coll. « Rivages/Noir » no 58, 1988
- Pop. 1280 (1964) Publié en français sous le titre 1275 âmes, Paris, Gallimard, coll. « Série noire » no 1000, 1966 ; réédition, Paris, Gallimard, coll. « Carré noir » no 337, 1980 ; réédition, Paris, Gallimard, coll. « Bibliothèque noire », 1988 ; réédition, Paris, Gallimard, coll. « Folio » no 1953, 1988 ; réédition, Paris, Gallimard, coll. « Série noire » no 2391, 1995 ; réédition, Paris, Gallimard, coll. « Folio policier » no 26, 1998 ; réédition, Paris, Cercle Polar, 2001 Publié en français dans une nouvelle traduction intégrale de Jean-Paul Gratias sous le titre Pottsville, 1280 habitants, Paris, Payot & Rivages, coll. « Rivages/Noir » no 1013, 2016, 270 p.  (ISBN 978-2-7436-3628-9)
- Texas By the Tail (1965) Publié en français sous le titre Le Texas par la queue, Paris, Rivages, coll. « Rivages/Noir » no 83, 1990
- South of Heaven (1967) Publié en français sous le titre À deux pas du ciel, Paris, Rivages, coll. « Rivages/Noir » no 39, 1987
- Nothing But a Man (1970)
- Child of Rage (1972) Publié en français sous le titre Rage noire, Paris, Rivages, coll. « Rivages/Noir » no 47, 1988
- King Blood (1973) Publié en français sous le titre Sang mêlé, Paris, Rivages, coll. « Rivages/Noir » no 22, 1987
- Fireworks: The Lost Writings of Jim Thompson (1988) Publié en français en deux volumes sous les titres Écrits perdus 1929-1967, Paris, Rivages, 1990 ; réédition, Paris, Payot & Rivages, coll. « Rivages/Noir » no 158, 1993 et Après nous le grabuge : Écrits perdus 1968-1977, Paris, Payot & Rivages, 1991 ; Paris, Payot & Rivages, coll. « Rivages/Noir » no 177, 1999
- The Rip-Off (1989), roman posthume

### Nouvelles

#### SérieMitch Allison
- The Cellini Chalice Publié en français sous le titre De la coupe aux lèvres « in » Alfred Hitchcock magazine no 18, Paris, Opta, 1962
- The Frightening Frammis (1957) Publié en français sous le titre Une belle salade « in » Alfred Hitchcock magazine no 54, Paris, Opta, 1965 ; réédition « in » Histoires d'argent, d'armes et de voleurs, Paris, LGF, coll. « Le Livre de poche » no 7356, 1991

#### Autres nouvelles
- Gentlemen of the Jungle (1931)
- Case of the Catalogue Clue (1948) Publié en français sous le titre L'Indice publicitaire « in » Meurtres pour de vrai, Paris, Gallimard, coll. « Série noire », 1994 ; réédition « in » Dix petits noirs, Paris, Mille et une nuits, 2004
- Blood from a Turnip (1952)
- Bellboy (1956)
- Prowlers in a Pear Trees (1956)
- The Flaw in the System (1956) Publié en français sous le titre Le Défaut du système « in » Polar no 2, Paris, Polar, 1979
- Murder Came on the Mayflower (1956)
- Forever After (1960)
- Exactly What Happened (1967)
- By Means Unlovely (1985) Publié en français sous le titre C'est du joli « in » Histoires à mourir debout, Paris, Gallimard, coll. « Série noire », 1989

### Autobiographie
- Bad Boy (1953)
- Roughneck (1954) Les deux titres, Bad Boy et Roughneck, sont publiés ensemble en français, sous le titre Vaurien, Paris, L'Atalante, 1986 ; réédition, Paris, coll. « Rivages/Noir » no 63, 1989

### Novélisations
- Ironside (1967), novélisation d'un épisode de la série télévisée américaine L'Homme de fer Publié en français sous le titre L'Homme de fer, Paris, coll. « Rivages/Noir » no 196, 1994

## Filmographie

### Scénariste ou Dialoguiste
- 1956 : L'Ultime Razzia (The Killing), Dialogues,  film américain réalisé par Stanley Kubrick
- 1957 : Les Sentiers de la gloire (Paths of Glory), film américain réalisé par Stanley Kubrick

### Acteur
- 1975 : Adieu ma jolie (Farewell, My Lovely), film américain réalisé par Dick Richards : le juge Baxter Wilson Grayle

## Adaptations de son œuvre au cinéma
- 1972 : Guet-apens (The Getaway), film américain réalisé par Sam Peckinpah, d'après le roman Le Lien conjugal / L'Échappée (The Getaway), avec Steve Mc Queen et Ali MacGraw
- 1976 : Ordure de flic (The Killer Inside Me), film américain réalisé par Burt Kennedy, d'après le roman Le Démon dans ma peau / L'Assassin qui est en moi (The Killer Inside Me), avec Stacy Keach et Susan Tyrrell
- 1979 : Série noire, film français réalisé par Alain Corneau, d'après le roman Des cliques et des cloaques / Une femme d'enfer (A Hell of Woman), avec Patrick Dewaere, Myriam Boyer, Marie Trintignant et Bernard Blier
- 1981 : Coup de torchon, film français réalisé par Bertrand Tavernier, d'après le roman 1275 âmes / Pottsville, 1280 habitants (Pop. 1280), avec Philippe Noiret, Isabelle Huppert, Jean-Pierre Marielle et Stéphane Audran
- 1989 : The Kill-Off (en), film américain réalisé par Maggie Greenwald d'après le roman Hallali (The Kill-Off), avec Jorja Fox
- 1990 : La mort sera si douce (After Dark, My Sweet), film américain réalisé par James Foley, d'après le roman La mort viendra, petite (After Dark, My Sweet), avec Jason Patric et Rachel Ward
- 1990 : Les Arnaqueurs (The Grifters), film américain réalisé par Stephen Frears, d'après le roman Les Arnaqueurs (The Grifters), avec John Cusack, Anjelica Huston et Annette Bening
- 1994 : Guet-apens (The Getaway), film américain réalisé par Roger Donaldson, d'après le roman Le Lien conjugal / L'Échappée (The Getaway), remake du film de 1972, avec Alec Baldwin et Kim Basinger
- 1996 : Hit Me, film américain réalisé par Steven Shainberg, d'après le roman Un chouette petit lot / Une jolie poupée (A Swell-Looking Babe), avec Elias Koteas et Laure Marsac
- 1997 : Liens secrets (This World, Then the Fireworks (en)), film américain réalisé par Michael Oblowitz (en), d'après le court roman Après nous le grabuge (This World, Then the Fireworks) publié dans Écrits perdus 1968-1977 (Fireworks: The Lost Writings of Jim Thompson), avec Billy Zane, Sheryl Lee et Gina Gershon
- 2010 : The Killer Inside Me, film américain réalisé par Michael Winterbottom, d'après le roman Le Démon dans ma peau / L'Assassin qui est en moi (The Killer Inside Me), remake du film de 1976, avec Casey Affleck, Kate Hudson, Jessica Alba, Elias Koteas et Ned Beatty